# ヤマハ・OX88
ヤマハ・OX88 (Yamaha OX88) は、ヤマハ発動機がフォーミュラ1参戦用に開発したV型8気筒、排気量3489ccのレシプロエンジン。1989年のF1世界選手権に参戦した。

## 概要

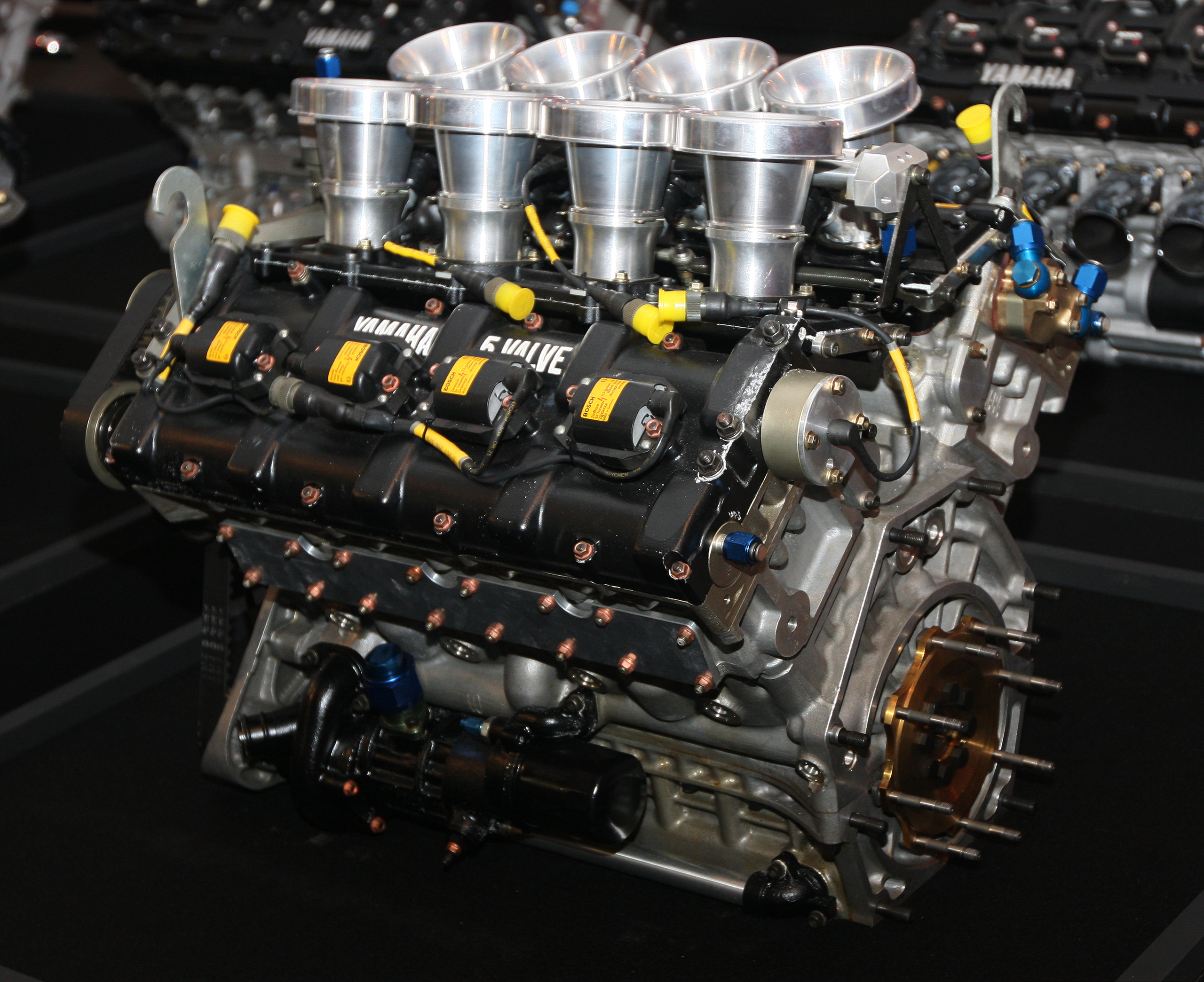
ヤマハ・OX88

### 背景
オートバイレースで1970年代より数多くの世界タイトルを獲得してきた実績を持つヤマハは、四輪レースでもフォーミュラ2用2000ccエンジン「OX66」を1984年12月に発表し、1986年には市販化され全日本F2選手権で松本恵二により開幕から連勝を飾るなど四輪でも実績を残しつつあったが、F2のF3000規格への移行が決定されたため1988年は富士GCに参戦し、OX66は姿を消した。
OX66は1986年末にイギリスのコスワースへ送られていた。1リッターあたり180馬力を生み出すOX66の性能にコスワースでDFVを作ったエンジニアは「信じられない」と驚いた。コスワースのエンジン・エリートたちはF3000で使用されていた「名機」DFVエンジンをベースに、OX66のヘッド技術を使って5バルブ化した3000ccの「OX77」を製作した。これを日本でケン・マツウラ・レーシングサービスがチューンナップして仕上げたOX77は1987年7月に全日本F3000選手権に初登場すると、シーズン終盤には3連勝を果たすなど鈴木亜久里がランキング2位を獲得、1988年にはシリーズチャンピオンを獲得した。
ヤマハが技術供与してのコスワースとのタッグはさらに、1987年12月にF1用3500ccのDFZエンジンをベースにヤマハの5バルブ機構を組み合わせたF1用パワーユニットDFRの5バルブ仕様を製作。目標は「かつてのDFVのように販売できるF1エンジンの製作」であり、ヤマハとコスワースのキース・ダックワース両者に共通する夢であった。しかし1988年の実戦が始まると同年ベネトンが独占使用権を持っていたDFRは4バルブ仕様で好調な結果が出続けていたこともあり、ベネトンがあえて5バルブ仕様を投入するリスクを好まず4バルブ仕様が使用され続けた。

### ザクスピードとのジョイント経緯
翌1989年からのF1のNAエンジン化に際してフォードがV型12気筒もしくは10気筒のニューエンジンを作るとも報じられていたが、'88年7月にフォードは以前と同じくコスワースと提携しての新型V8エンジン（フォード・コスワース・HBエンジン）を開発する意向を正式表明。これによりコスワースとヤマハのタッグによるF1参戦の可能性は薄れ、ヤマハは'88年初夏から独自にF1参戦する可能性を模索。まずヨーロッパ・ヤマハに常駐する主任がF1参入初年度のリアルで車を設計したエンジニア、グスタフ・ブルナーとコンタクトを取り、ヤマハ自動車エンジン事業部部長の山下隆一に紹介。そこで山下がブルナーと話し、ブルナーの哲学とその人間性に惹かれ興味を持ったことからまずは「リアルと一緒にやってみようか」と言う状況になった。山下によれば同じ頃に「他にもいくつかのチームから引き合いがあったが、ちゃんと話をしたのはレイトンハウスの赤城明代表だけです。赤城さんはやるなら独占供給で、との希望でしたが、その時にはすでにブルナーとやることが決まっていたのでレイトンハウス・ヤマハは実現しなかったんです。」と述べている。ここでブルナーが急にリアルと結んでいた年間契約を破棄し、ドイツGPからザクスピードへと合流した。ヤマハは「リアルとやるはずだったけど、ブルナーがリアルを辞めたから結果的にザクスピードになった。（山下事業部長）」という経緯を経て、ヤマハはザクスピードに全日本F3000チャンピオンをヤマハで獲得した鈴木亜久里を紹介することになった。9月9日、イタリアGP会場のモンツァでWESTザクスピード・ヤマハの結成が発表され、OX88の完成写真と基本スペックも公開された。日本でも同時にプロジェクト発表が行われ、ヤマハ広報が正式に「'89年はザクスピードへの独占供給となりますが、将来的にはコスワース社のようなエンジン・サプライヤーになれれば、と考えています。DFRの5バルブヘッドの話もありましたが、OX88を開発した以上、DFRに5バルブヘッドが乗ることは今後ありません。鈴木亜久里選手につきましては、ヤマハがザクスピードに紹介しました。ただし鈴木選手がザクスピードを選択するかは本人の決断次第ということになります。」とコメントで明らかにした。
OX88は1988年12月、ザクスピード・881に搭載されたテスト用車両で鈴木亜久里によって初走行。1989年2月14日にブルナー設計の新車ザクスピード・891がヴァレルンガでシェイクダウンされた。チームのエリッヒ・ザコウスキー代表はOX88を搭載した891のスペックを前に、「同じV8のフォード・コスワースより軽いヤマハエンジンがマシンの軽量化に大きく貢献した。891は今までの私のマシンで最も高価なマシンになった。」と意気込みを語った。グランプリ現場でのヤマハ監督には後藤正徳が就任した。エンジンチューナーの松浦賢も開幕戦から現地パドックに帯同しエンジンチェックをすることになった。
なお、山下事業部長はヤマハが5バルブにする理由を「4バルブでも5バルブでも同じ馬力は出せるが、4バルブだとパワーバンドがピーキーになりやすい。そしてよりシビアさを要求されます、例えば、ボルト1本の締め方だけで変わってしまったり。5バルブだと多少ごまかして結構な水準に持っていけます。膨大な予算を掛けられるなら4バルブですが、ヤマハはそうではないですからね」と証言している。

### 1989年シーズン
開幕前テストからミスファイヤ、補器類トラブル、エンジンマネージメントシステムのトラブルなど、エンジン周辺のトラブルが発生していたが、エンジンだけではなくギアボックスやオイルポンプなどシャシー側のマイナートラブルも多く発生し走行距離が伸びなかった。3月26日に行われた開幕戦ブラジルGPでは、ベルント・シュナイダーが予備予選をギリギリで通過することに成功、決勝レースではローラ・ランボルギーニやティレル・フォードと同じ集団で互角の走りも見せたが、37周目に他車と絡んでコースアウトしリタイヤとなった。これが結果的に同年のザクスピード・ヤマハOX88にとって最も長い距離を走行した「ベスト・レース」になり、次に決勝レースに進出できたのは7か月後の10月22日の第15戦日本GPであったが、この時はシュナイダーが僅か1周のみでトランスミッションが壊れたためリタイアを喫した。鈴木亜久里は日本GPで事前テストの効果もあり予備予選突破まで0.7秒差に迫ったが、順位は8位となり、同年は全戦で予備予選不通過という苦渋の年となった。891の設計者であるブルナーはザクスピードのギア比選択のミスやミッション組み込みミスなどチームの杜撰さに早々と見切りをつけ、9月にレイトンハウス・マーチのエイドリアン・ニューウェイに誘われると移籍してしまった。

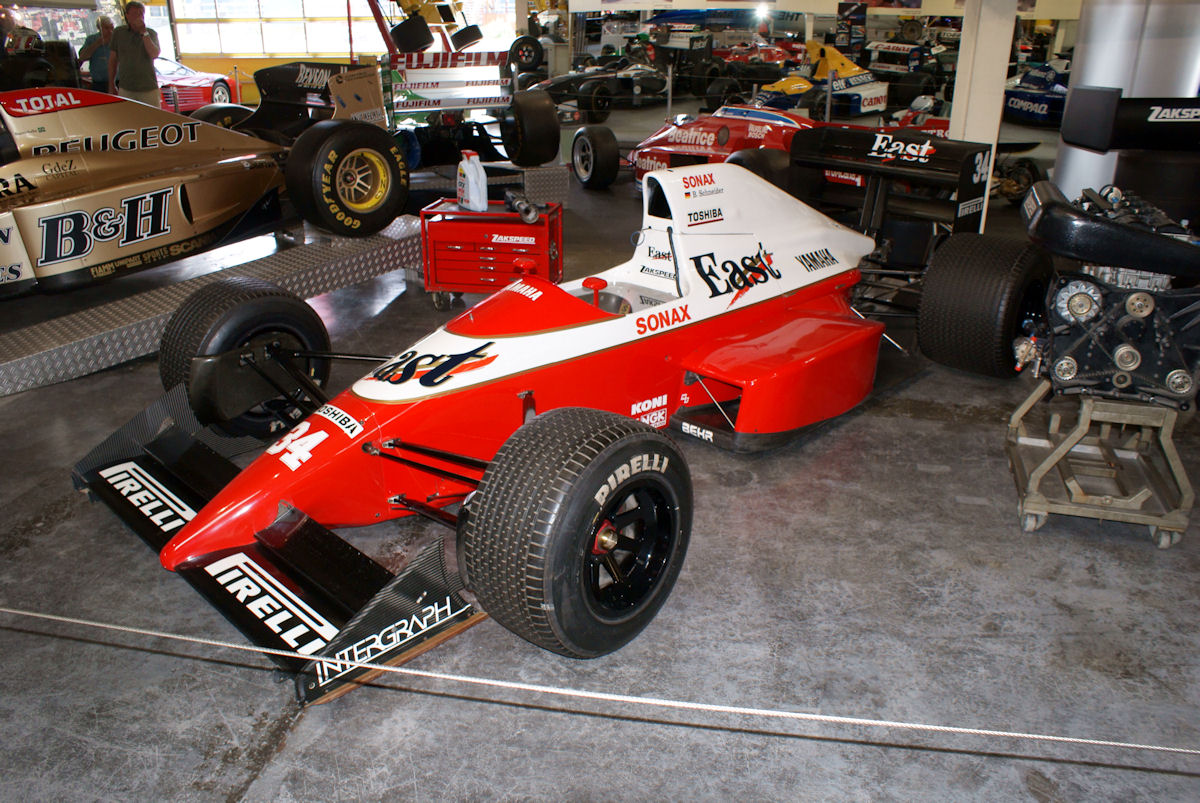
OX88を搭載したザクスピード・891

満足な連続走行ができないという弱点を持つチーム体制と、もう一つ問題となったのは891に積んだOX88エンジンのパワー不足で、開幕後も第5戦までドライバーもブルナーもしきりに「エンジンパワーが足りない」と訴えていたが、ヤマハ側で調べてみると、ベンチテストで確認できている出力が891に搭載されると全部引き出すことが出来ていないというシャシー側の問題が大きいことが判明。主にエキゾーストパイプを最大出力が出る計算通りの長さに作るとそれが設置できないという構造上の制約があった。これが解決したのは第7戦フランスGPで、それまではエンジンパワーは出力を阻害されていた。
第6戦カナダGP頃からは熟成が進んだことでエンジンは壊れなくなったが、チーム側のシャシーセッティングが迷走し、車体セッティングをあまりに頻繁に大きく変えてしまうため、「マシンに起きる問題が車体側の影響なのかエンジン側の影響なのか掴みづらい、エンジンのテストデータがきちんと集められない（後藤正徳監督談）」という状況も生じていた。
第15戦日本GP期間中に鈴木亜久里のラルース移籍が発表され、チームに1人だけ残ることになったシュナイダーとザクスピード・ヤマハは1989/90シーズンオフになっても1990年の参戦に向けてOX88を積んだ891で合同テストに参加、しかしメインスポンサーのウエストタバコがチームの戦績不振によりスポンサーから撤退したため、マシンは真っ白のままカラーリングされずYAMAHAのロゴのみが入れられて走行を重ねた。日本でのヤマハのテストの成果もあり'89年の予選を大幅に上回るタイムを記録。車とエンジンの信頼性は向上していたが時既に遅しの状況で、新たなスポンサー企業を得られず活動資金を獲得できなかったザクスピードは、参戦継続を希望していたが1990年2月1日にF1活動の休止を表明。このためヤマハも1990年はF1参戦休止となった。しかし水面下で翌年に向け3月に日本人オーナー・ミドルブリッジグループが運営するブラバムと1993年までのエンジン供給契約を締結し。1991年よりV型12気筒の新エンジンOX99でF1に再挑戦することになる。

## ブラバム
ヤマハとブラバムの契約締結発表後、1990年のシーズン中にF1の実戦で使用されなくなったブラバム・BT58が日本へと送られ、翌年への準備としてブラバムの車両にOX88エンジンを載せて各種データ収集をするテスト走行が片山右京、小河等により行われた。

## スペック
- 全長×全幅 :560mm ×570mm
- シリンダーレイアウト : 75度V型8気筒
- 排気量 : 3,489cc
- 出力 : 600馬力 / 12,000rpm
- 重量 : 145kg
- 最大トルク : 43kg-m以上 / 9,000rpm
- バルブ環境 : 5バルブ/1気筒
- カム駆動方式 : プライマリー/ギヤ、セカンダリー/コックドベルト
- シリンダーブロック : 鋳造アルミ
- 燃料供給方式 : 電子制御式燃料噴射
- 点火方式 : 電子制御式CDI
- 潤滑油 : カストロール
- スパークプラグ : NGK

## 成績
- 予選最高成績21位・決勝最高成績 リタイヤ （1989年, ザクスピード・891に搭載） コンストラクターズランキング19位